# Port lotniczy Skellefteå
Port lotniczy Skellefteå (IATA: SFT, ICAO: ESNS) – lotnisko położone około 17 kilometrów od szwedzkiego Skellefteå, w regionie Västerbotten. Jest piątym co do wielkości w północnej części Szwecji (Norrland).

## Kierunki lotów i linie lotnicze
| Linia lotnicza               | Kierunek                                            |
| ---------------------------- | --------------------------------------------------- |
| Braathens Regional Airlines  | 1. Sztokholm-Bromma Sezonowo: 1. Göteborg           |
| Croatia Airlines             | Sezonowe czartery: 1. Split                         |
| Ryanair                      | 1. Gdańsk (od 2 kwietnia 2024) 2. Sztokholm-Arlanda |
| Scandinavian Airlines System | 1. Sztokholm-Arlanda                                |
| Transavia.com                | Sezonowe czartery: 1. Amsterdam 2. Rotterdam        |